# متل کالیفرنیا (مجموعه تلویزیونی)
متل کالیفرنیا (انگلیسی: Motel California؛‏ کره‌ای: 모텔 캘리포니아) یک مجموعه تلویزیونی محصول کره جنوبی به نویسندگی لی سو یون، به کارگردانی کیم هیون مین و با بازی لی سه یونگ و نا این وو است. این مجموعه از ۱۰ ژانویع ۲۰۲۵، روزهای جمعه و شنبه ساعت ۲۱:۵۰ (کی‌اس‌تی) از ام‌بی‌سی پخش شد.

## بازیگران

### اصلی
- لی سه یونگ در نقش جی کانگ هی[۱]
- نا این وو در نقش چون یون سو[۱]

### مکمل
- گو وون در نقش گوم سوک کیونگ[۲]
- چوی مین سو در نقش جی چون پیل[۳]

## تولید

### توسعه
این مجموعه بر پایه رمان Home, Bitter Home اثر شیم یون سو است.
در ۲۴ اکتبر ۲۰۲۴، ام‌بی‌سی اعلام کرد که کارگردان جانگ جون هو، که کارگردان این مجموعه بود، به دلیل مشکلات سلامتی استعفا داد و کارگردان کیم هیونگ مین جایگزین او شد.

### انتخاب بازیگران
در ۱ مه ۲۰۲۴، گزارشی حاکی از حضور بازیگران لی سه یونگ و نا این وو در این مجموعه منتشر شد. در ۱۳ ژوئن، ام‌بی‌سی گزارش کرد که حضور لی سه یونگ و نا این وو در این مجموعه تأیید شده است. در ۲۳ اکتبر، حضور بازیگر چوی مین سو در این مجموعه تأیید شد. روز بعد، گزارش شد که گو وون در این مجموعه بازی می‌کند.